# Gerhard Hartwich
Gerhard Hartwich (geb. 7. Februar 1926 in Halle (Saale); gest. 11. Januar 1998 in Berlin) war ein deutscher Zoologe und international anerkannter Experte für Fadenwürmer. Er war Kurator am Museum für Naturkunde Berlin und leitete von 1954 bis zu seiner Pensionierung 1999 die Fadenwurmsammlung des Museums.

## Leben
Hartwichs Vater war Holzbildhauer. 1940 bis 1943 absolvierte er eine Lehre als Drogist und wurde dann zum Kriegsdienst eingezogen. Er geriet in amerikanische Kriegsgefangenschaft, aus der er 1945 zurückkehrte. Er arbeitete zunächst als Schädlingsbekämpfer und konnte dann durch Förderung seine Betriebes an der Vorstudienanstalt der Martin-Luther-Universität Halle-Wittenberg 1948 die Hochschulreife erwerben und studierte anschließend Biologie im Hauptfach Zoologie. Durch die Berufung Ludwig Freunds auf den Hallenser Lehrstuhl 
wurde Hartwichs Interesse an der Helminthologie geweckt. Er war zunächst als Hilfsassistent bei Freund tätig und schrieb seine Diplomarbeit über den histologischen Bau des Vorderendes von Spulwürmern. Nach dem Diplom 1952 blieb er zunächst als Doktorand an der Hallenser Zoologie und wandte sich der Systematik der Spulwürmer zu. Der damalige Kurator des Zoologischen Museums in Berlin stellte ihm dafür die umfangreiche Berliner Sammlung zur Verfügung. Nach dem Tod Freunds wurde Hartwichs Arbeit von Johannes-Otto Hüsing weiter betreut. 1954 wurde er mit der Arbeit Die Vorderdarmstrukturen, das Exkretionssystem sowie der Kopfbau der Ascariden und ihre taxonomische Bedeutung zum Dr. rer. nat. promoviert. Durch seine Arbeit am Berliner Sammlungsmaterial wurde man am Naturkundemuseum auf Hartwich aufmerksam und 1954 holte ihn der damalige Direktor Alfred Kaestner als Verwalter der Wurmabteilung. Hartwich war zunächst als Assistent am Zoologischen Museum Berlin tätig, am 1. Januar 1960 wurde er zum Kurator ernannt.
Daneben war Hartwich von 1960 bis 1991 Redakteur der Bände 36 bis 67 der Mitteilungen aus dem Zoologischen Museum in Berlin. Er war 1961 Mitbegründer der Parasitologischen Gesellschaft der DDR. Ab 1962 war er im Redaktionskollegium der Zeitschrift Angewandte Parasitologie tätig, ab 1964 Mitglied des internationalen Beirates der Helminthologia. 1974 Hartwich steuerte den zweiten Band der CIH keys to the nematode parasites of vertebrates bei.
Hartwich war Erstbeschreiber von sechs Arten (ein Saugwurm, ein Kratzwurm und vier Fadenwürmer). Er etablierte drei neue Fadenwurm-Gattungen und zwei neue Familien. In Anerkennung seiner Leistungen sind eine Askariden-Gattung (Hartwichia Chabaud & Bain, 1966) und zwei Arten nach ihm benannt, 1999 auch noch der Fischparasit Dichelyne hartwichi.

## Werke
- Keys to genera of the Ascaridoidea. CABI, 1974.
- Rhabditida und Ascaridida. 62. Teil von Die Tierwelt Deutschlands und der angrenzenden Meeresteile nach ihren Merkmalen und nach ihrer Lebensweise. Gustav Fischer Verlag, Jena 1975
- Horst Füller, Hans-Eckhard Gruner, Gerhard Hartwich, Rudolf Killa, Manfred Moritz: Urania Tierreich. Wirbellose Tiere, Band 2
- Hans-Eckard Gruner, Gerhard Hartwich: Lehrbuch der speziellen Zoologie. 2 Bände. Spektrum, Akad. Verl., Berlin 1993